# Joan Casimir del Palatinat-Simmern
Joan Casimir del Palatinat-Simmern (alemany: Johann Kasimir von Pfalz-Simmern)  (Simmern, 7 de març de 1543 (Gregorià) - Heidelberg i Kaiserslautern, 16 de gener de 1592) va ser un noble de la Dinastia Wittelsbach que fou des de 1559 governador del Palatinat-Lautern i de 1583 a 1592 elector regent al Kurpfalz.

## Família
Els pares de Joan Casimir van ser l'elector Frederic III (1515-1590) i Maria de Brandenburg-Kulbach (1519–1567). Joan Kasimir va ser el tercer fill de la parella i el segon que arribava a l'edat adulta.
Es va casar el 1568 amb Elisabet de Saxònia (1552-1590), filla de l'elector August de Saxònia. El matrimoni va tindre tres filles, de les quals les dues més grans moriren durant la infantesa: Maria (1576–1577) i Elisabet (1578–1580). La tercera filla va ser Dorotea del Palatinat-Simmern (1581–1631), que es va casar amb Joan Jordi I d'Anhalt-Dessau. El 1589 Joan Casimir va culpar a la seva dona d'haver trencat el matrimoni i de forjar una conspiració d'assassinat contra ell, a causa d'això la seva esposa va ser arrestada.

## Govern
Joan Casimir va ser format a París i Nancy, llocs on es va fer calvinista com el seu pare, mentre que el seu germà més gran, Lluís VI del Palatinat, es convertia al luteranisme i el feia oficial al Kurpfalz
El 1567 l'exèrcit de Joan Casimir va lluitar juntament amb Hugonots francesos i va aconseguir grans èxits. Les altres operacions que duia a terme - una segona batalla a França (Tres Bisbats 1575/76), la guerra als Països Baixos contra els espanyols, i la seva disputa amb l'elector de Colònia, Gebhard I de Waldburg - no van acabar tan bé.
El 1571 Joan Casimir va encarregar aixecar a Kaiserslautern un palau renaixentista al costat de l'antic castell de Frederic Barbarossa.
El 1578 Joan Casimir va fundar a Neustadt an der Haardt, Neustadt an der Weinstraße en l'actualitat, una universitat protestant anomenada Casimirianum. Aquesta va ser creada per donar una alternativa acadèmica a professors i estudiants envers la Universitat de Heidelberg d'on el seu germà Lluís VI havia estat expulsat a causa de la seva conversió.
Lluís VI moria el 1583, i per tant, Joan Casimir va passar a ser tutor del seu nebot menor d'edat Frederic IV, i regent del Kurpfalz. En aquesta regència va instal·lar la reforma protestant a l'electorat (Universitat de Heidelberg inclosa) i després de 6 anys de funcionament va tancar el Casimirianum.
El 1585, Joan Casimir va intentar ajuntar, sense èxit, les àrees dividides per herència del Kurpfalz.
El 1591 va manar construir el primer Gran Barril del castell de Heidelberg, barril que podia emmagatzemar fins a 130.000 litres de vi.
Joan Casimir va morir el 1592 i va ser enterrat a l'església de Heiliggeistkirche de Heidelberg.

## El caçador del Kurpfalz
De totes les persones que és cregut que són el personatge del Jäger aus Kurpfalz (o el caçador del Kurpfalz), Joan Casimir n'és el candidat més probable. Ein Jäger aus Kurpfalz és una cançó popular del segle xvi nascuda d'aquest personatge, segurament Joan Casimir, el qual era un enamorat de la caça i la podia exercir, com la noblesa, acompanyat d'un seguit d'ajudants als quals podia manar.